# Armene fanica
Armene fanica är en bönsyrseart som beskrevs av Aare Lindt 1973. Armene fanica ingår i släktet Armene och familjen Mantidae. Inga underarter finns listade i Catalogue of Life.